# Скібін Андрій Сергійович
Андрій Сергійович Скібін (позивний «Скиба») — український військовослужбовець, аеророзвідник, лейтенант 10 ОГШБр Збройних сил України, учасник російсько-української війни. Кавалер ордена «За мужність» III ступеня (2022). Герой України (2024).

## Життєпис
Народився 2000 року в селі Новогригорівка Перша Кіровоградської області.
Від 2018 — у Збройних силах України. 1 квітня 2019 року підписам контракт з 10-ю окремою гірсько-штурмовою бригадою, де обіймає посаду командира відділення безпілотних авіаційних комплексів розвідувального взводу 108-го окремого гірсько-штурмого батальйону.
Під час повномасштабного російського вторгнення аеророзвідник Андрій Скібін за допомогою дронів зупинив на фронті не один ворожий штурм; ліквідував близько 500 російських окупантів; здійснив підрив автомобіля з командиром ворожої бригади Денисом Івановом («Ташкент»).
10 серпня 2023 року в своєму зверненні президент України Володимир Зеленський згадав молодшого лейтенанта Андрія Скібіна.
Займав посаду командира роти управління безпілотними авіаційними комплексами "Тайстра", 10 ОГШБ .
З кінця 2024 року є ТВО командира 1 батальйону полку безпілотних систем К-2. 

## Нагороди
- звання Герой України з врученням ордена «Золота Зірка» (5 грудня 2024) — за особисту мужність і героїзм, виявлені у захисті державного суверенітету та територіальної цілісності України, самовіддане служіння Українському народові[7];
- орден «За мужність» III ступеня (23 листопада 2022) — за особисту мужність і самовіддані дії, виявлені у захисті державного суверенітету та територіальної цілісності України, вірність військовій присязі[8].

## Військові звання
- старший лейтенант
- молодший лейтенант[3];
- молодший сержант[8].